# Unicodeblock Arabisch, erweitert-B
Der Unicodeblock Arabisch, erweitert-A (engl. Arabic Extended-B, U+0870 bis U+089F) enthält weitere arabische Schriftzeichen für Anmerkungen und Buchstabenvarianten des Korans, die unter anderem für nicht-arabische Sprachen verwendet werden.

## Liste
| Unicodenummer | Zeichen (400 %) | Kategorie                               | Bidirektionale Klasse       | Offizielle Bezeichnung                                            | Beschreibung                                                                         |
| ------------- | --------------- | --------------------------------------- | --------------------------- | ----------------------------------------------------------------- | ------------------------------------------------------------------------------------ |
| U+870 (2160)  | ࡰ               | anderer Buchstabe, Silbe oder Ideogramm | arabischer Buchstabe        | ARABIC LETTER ALEF WITH ATTACHED FATHA                            | Arabischer Buchstabe Alif mit angehängtem Fatha                                      |
| U+871 (2161)  | ࡱ               | anderer Buchstabe, Silbe oder Ideogramm | arabischer Buchstabe        | ARABIC LETTER ALEF WITH ATTACHED TOP RIGHT FATHA                  | Arabischer Buchstabe Alif mit oben rechts angehängtem Fatha                          |
| U+872 (2162)  | ࡲ               | anderer Buchstabe, Silbe oder Ideogramm | arabischer Buchstabe        | ARABIC LETTER ALEF WITH RIGHT MIDDLE STROKE                       | Arabischer Buchstabe Alif mit rechtem, mittleren Strich                              |
| U+873 (2163)  | ࡳ               | anderer Buchstabe, Silbe oder Ideogramm | arabischer Buchstabe        | ARABIC LETTER ALEF WITH LEFT MIDDLE STROKE                        | Arabischer Buchstabe Alif mit linkem, mittleren Strich                               |
| U+874 (2164)  | ࡴ               | anderer Buchstabe, Silbe oder Ideogramm | arabischer Buchstabe        | ARABIC LETTER ALEF WITH ATTACHED KASRA                            | Arabischer Buchstabe Alif mit angehängtem Kasra                                      |
| U+875 (2165)  | ࡵ               | anderer Buchstabe, Silbe oder Ideogramm | arabischer Buchstabe        | ARABIC LETTER ALEF WITH ATTACHED BOTTOM RIGHT KASRA               | Arabischer Buchstabe Alif mit unten rechts angehängtem Kasra                         |
| U+876 (2166)  | ࡶ               | anderer Buchstabe, Silbe oder Ideogramm | arabischer Buchstabe        | ARABIC LETTER ALEF WITH ATTACHED ROUND DOT ABOVE                  | Arabischer Buchstabe Alif mit oben angehängtem, runden Punkt                         |
| U+877 (2167)  | ࡷ               | anderer Buchstabe, Silbe oder Ideogramm | arabischer Buchstabe        | ARABIC LETTER ALEF WITH ATTACHED RIGHT ROUND DOT                  | Arabischer Buchstabe Alif mit rechts angehängtem, runden Punkt                       |
| U+878 (2168)  | ࡸ               | anderer Buchstabe, Silbe oder Ideogramm | arabischer Buchstabe        | ARABIC LETTER ALEF WITH ATTACHED LEFT ROUND DOT                   | Arabischer Buchstabe Alif mit links angehängtem, runden Punkt                        |
| U+879 (2169)  | ࡹ               | anderer Buchstabe, Silbe oder Ideogramm | arabischer Buchstabe        | ARABIC LETTER ALEF WITH ATTACHED ROUND DOT BELOW                  | Arabischer Buchstabe Alif mit unten angehängtem, runden Punkt                        |
| U+87A (2170)  | ࡺ               | anderer Buchstabe, Silbe oder Ideogramm | arabischer Buchstabe        | ARABIC LETTER ALEF WITH DOT ABOVE                                 | Arabischer Buchstabe Alif mit übergesetztem Punkt                                    |
| U+87B (2171)  | ࡻ               | anderer Buchstabe, Silbe oder Ideogramm | arabischer Buchstabe        | ARABIC LETTER ALEF WITH ATTACHED TOP RIGHT FATHA AND DOT ABOVE    | Arabischer Buchstabe Alif mit oben rechts angehängtem Fatha und übergesetztem Punkt  |
| U+87C (2172)  | ࡼ               | anderer Buchstabe, Silbe oder Ideogramm | arabischer Buchstabe        | ARABIC LETTER ALEF WITH RIGHT MIDDLE STROKE AND DOT ABOVE         | Arabischer Buchstabe Alif mit rechtem, mittleren Strich und übergesetzten Punkt      |
| U+87D (2173)  | ࡽ               | anderer Buchstabe, Silbe oder Ideogramm | arabischer Buchstabe        | ARABIC LETTER ALEF WITH ATTACHED BOTTOM RIGHT KASRA AND DOT ABOVE | Arabischer Buchstabe Alif mit unten rechts angehängtem Kasra und übergesetztem Punkt |
| U+87E (2174)  | ࡾ               | anderer Buchstabe, Silbe oder Ideogramm | arabischer Buchstabe        | ARABIC LETTER ALEF WITH ATTACHED TOP RIGHT FATHA AND LEFT RING    | Arabischer Buchstabe Alif mit oben rechts angehängtem Fatha und linkem Ring          |
| U+87F (2175)  | ࡿ               | anderer Buchstabe, Silbe oder Ideogramm | arabischer Buchstabe        | ARABIC LETTER ALEF WITH RIGHT MIDDLE STROKE AND LEFT RING         | Arabischer Buchstabe Alif mit rechtem, mittleren Strich und linkem Ring              |
| U+880 (2176)  | ࢀ               | anderer Buchstabe, Silbe oder Ideogramm | arabischer Buchstabe        | ARABIC LETTER ALEF WITH ATTACHED BOTTOM RIGHT KASRA AND LEFT RING | Arabischer Buchstabe Alif mit unten rechts angehängtem Kasra und linkem Ring         |
| U+881 (2177)  | ࢁ               | anderer Buchstabe, Silbe oder Ideogramm | arabischer Buchstabe        | ARABIC LETTER ALEF WITH ATTACHED RIGHT HAMZA                      | Arabischer Buchstabe Alif mit rechts angehängtem Hamza                               |
| U+882 (2178)  | ࢂ               | anderer Buchstabe, Silbe oder Ideogramm | arabischer Buchstabe        | ARABIC LETTER ALEF WITH ATTACHED LEFT HAMZA                       | Arabischer Buchstabe Alif mit links angehängtem Hamza                                |
| U+883 (2179)  | ࢃ               | anderer Buchstabe, Silbe oder Ideogramm | arabischer Buchstabe        | ARABIC TATWEEL WITH OVERSTRUCK HAMZA                              | Arabisches Kaschidazeichen mit überlagertem Hamza                                    |
| U+884 (2180)  | ࢄ               | anderer Buchstabe, Silbe oder Ideogramm | arabischer Buchstabe        | ARABIC TATWEEL WITH OVERSTRUCK WAW                                | Arabisches Kaschidazeichen mit überlagertem Wāw                                      |
| U+885 (2181)  | ࢅ               | anderer Buchstabe, Silbe oder Ideogramm | arabischer Buchstabe        | ARABIC TATWEEL WITH TWO DOTS BELOW                                | Arabisches Kaschidazeichen mit zwei untergesetzten Punkten                           |
| U+886 (2182)  | ࢆ               | anderer Buchstabe, Silbe oder Ideogramm | arabischer Buchstabe        | ARABIC LETTER THIN YEH                                            | Arabischer Buchstabe dünnes Yā'                                                      |
| U+887 (2183)  | ࢇ               | anderer Buchstabe, Silbe oder Ideogramm | arabischer Buchstabe        | ARABIC BASELINE ROUND DOT                                         | Arabischer runder Grundlinienpunkt                                                   |
| U+888 (2184)  | ࢈               | modifizierendes Symbol                  | arabischer Buchstabe        | ARABIC RAISED ROUND DOT                                           | Arabischer erhöhter, runder Punkt                                                    |
| U+889 (2185)  | ࢉ               | anderer Buchstabe, Silbe oder Ideogramm | arabischer Buchstabe        | ARABIC LETTER NOON WITH INVERTED SMALL V                          | Arabischer Buchstabe Nūn mit gedrehtem, kleinen V                                    |
| U+88A (2186)  | ࢊ               | anderer Buchstabe, Silbe oder Ideogramm | arabischer Buchstabe        | ARABIC LETTER HAH WITH INVERTED SMALL V BELOW                     | Arabischer Buchstabe Ḥā' mit untergesetztem, gedrehten, kleinen V                    |
| U+88B (2187)  | ࢋ               | anderer Buchstabe, Silbe oder Ideogramm | arabischer Buchstabe        | ARABIC LETTER TAH WITH DOT BELOW                                  | Arabischer Buchstabe Ṭā' mit untergesetztem Punkt                                    |
| U+88C (2188)  | ࢌ               | anderer Buchstabe, Silbe oder Ideogramm | arabischer Buchstabe        | ARABIC LETTER TAH WITH THREE DOTS BELOW                           | Arabischer Buchstabe Ṭā' mit drei untergesetzten Punkten                             |
| U+88D (2189)  | ࢍ               | anderer Buchstabe, Silbe oder Ideogramm | arabischer Buchstabe        | ARABIC LETTER KEHEH WITH TWO DOTS VERTICALLY BELOW                | Arabischer Buchstabe persisches Kāf mit zwei untergesetzten, vertikalen Punkten      |
| U+88E (2190)  | ࢎ               | anderer Buchstabe, Silbe oder Ideogramm | arabischer Buchstabe        | ARABIC VERTICAL TAIL                                              | Arabischer vertikaler Schwanz                                                        |
| U+890 (2192)  | <format>        | Formatierzeichen                        | arabische Ziffer            | ARABIC POUND MARK ABOVE                                           | Arabisches übergesetztes Pfundzeichen                                                |
| U+891 (2193)  | <format>        | Formatierzeichen                        | arabische Ziffer            | ARABIC PIASTRE MARK ABOVE                                         | Arabisches übergesetztes Piasterzeichen                                              |
| U+898 (2200)  | ࢘                | Markierung ohne Extrabreite             | Markierung ohne Extrabreite | ARABIC SMALL HIGH WORD AL-JUZ                                     | Arabisches kleines, übergesetztes Wort Al-Juz                                        |
| U+899 (2201)  | ࢙                | Markierung ohne Extrabreite             | Markierung ohne Extrabreite | ARABIC SMALL LOW WORD ISHMAAM                                     | Arabisches kleines, untergesetztes Wort Ishmaam                                      |
| U+89A (2202)  | ࢚                | Markierung ohne Extrabreite             | Markierung ohne Extrabreite | ARABIC SMALL LOW WORD IMAALA                                      | Arabisches kleines, untergesetztes Wort Imaala                                       |
| U+89B (2203)  | ࢛                | Markierung ohne Extrabreite             | Markierung ohne Extrabreite | ARABIC SMALL LOW WORD TASHEEL                                     | Arabisches kleines, untergesetztes Wort Tasheel                                      |
| U+89C (2204)  | ࢜                | Markierung ohne Extrabreite             | Markierung ohne Extrabreite | ARABIC MADDA WAAJIB                                               | Arabisches Madda Waajib                                                              |
| U+89D (2205)  | ࢝                | Markierung ohne Extrabreite             | Markierung ohne Extrabreite | ARABIC SUPERSCRIPT ALEF MOKHASSAS                                 | Arabisches hochgestelltes Alif Mokhassas                                             |
| U+89E (2206)  | ࢞                | Markierung ohne Extrabreite             | Markierung ohne Extrabreite | ARABIC DOUBLED MADDA                                              | Arabisches doppeltes Madda                                                           |
| U+89F (2207)  | ࢟                | Markierung ohne Extrabreite             | Markierung ohne Extrabreite | ARABIC HALF MADDA OVER MADDA                                      | Arabisches halbes Madda über Madda                                                   |